# Svjetlo riječi
Svjetlo riječi je bosanskohercegovački katolički obiteljski mjesečnik na hrvatskome jeziku. Nakladnik je Franjevačka provincija Bosna Srebrena.
List je, u skladu s bogatom nakladničkom tradicijom bosanskohercegovačkih franjevaca, 1983. godine u Visokom pokrenula skupina entuzijasta-franjevaca, članova dviju franjevačkih provincija u Bosni i Hercegovini. Nakladnici lista sve do 1992. godine bili su provincijali tih dviju provincija. Od tada je vlasnik lista samo Franjevačka provincija Bosna Srebrena. List uređuje malobrojno uredništvo koje imenuje Uprava ove provincije.
List se od početka bavio religioznim, ali i kulturnim, društvenim pa i političkim temama.

## Sjedišta uredništva
- Visoko: travanj 1983. – studeni 1984.
- Sarajevo: prosinac 1984. – ožujak 1992.
- Split (ratna adresa): travanj – kolovoz 1992.
- Baška Voda – Hotel Slavija: rujan/listopad 1992. – rujan 1993.
- Livno: listopad 1993. – travanj 1998. (do ožujka 1996. navodi se i adresa hotela Slavija, a od travnja 1996. samo adresa u Livnu)
- Sarajevo: od svibnja 1998. – Splitska 39, a od srpnja 2002. – Zagrebačka 18

## Vanjske poveznice
- Svjetlo riječi